# William M. Tuck
William Munford Tuck, född 28 september 1896 i Halifax County, Virginia, död 9 juni 1983 i South Boston, Virginia, var en amerikansk demokratisk politiker. Han var viceguvernör i delstaten Virginia 1942–1946, Virginias guvernör 1946–1950 och ledamot av USA:s representanthus 1953–1969.
Tuck deltog i första världskriget i USA:s marinkår. Han studerade först vid The College of William & Mary och utexaminerades sedan 1921 från Washington and Lee University. Senare samma år inledde han sin karriär som advokat i South Boston i Virginia. I guvernörsvalet i Virginia 1941 valdes Colgate Darden till guvernör och Tuck till viceguvernör. Under andra världskriget reste Tuck mycket i Virginia i egenskap av viceguvernör och vann sedan överlägset i 1945 års guvernörsval. Tuck efterträdde 1946 Darden som guvernör och efterträddes 1950 av John S. Battle.
År 1953 efterträdde Tuck Thomas Bahnson Stanley som kongressledamot. Han representerade Virginias femte distrikt i representanthuset fram till 1969 och efterträddes som kongressledamot av Dan Daniel. Frimuraren Tuck avled 1983 och gravsattes på Oak Ridge Cemetery i South Boston.